# Olaf H. Olsen
Olaf Heymann Olsen (Copenhague, 7 de junio de 1928-17 de noviembre de 2015) fue un historiador y arqueólogo danés. Es conocido principalmente por haber trabajado en el ámbito de la arqueología de la época medieval de los vikingos.

## Biografía
Hijo de Albert Olsen (1890-1949) y Agnete E. Bing (1905-90), conisugió el título de Geografía e Historia en 1953. En 1966, recibió el título de filosofía en la Universidad de Copenhague. Olaf Olsen empezó como asistente del Museo Nacional de Dinamarca de Copenhague en 1950. Ya en 1958, ascendió a superintendente del Museo Nacional en 1958. Impartió clases de arqueología medieval de la Universidad de Aarhus en 1971. En 1981, ejerció de director del Museo Nacional y el Directorio para el Patrimonio Cultural.

Durante el periodo de 1962 a 1979, su trabajo arqueológico estuvo centrada principalmente en los castillos circulares de la época vikinga. Hizo numerosas excavaciones en Dinamrca así como también en Noruega y Gran Bretaña. Olsen también dirigió numerosas excavaciones de iglesias medievales y fue clave en el descubrimiento de los antiguos barcos Skuldelev.
Olaf Olsen también fue editor de Gyldendal and Politikens Danmarkshistorie 1988-91 y jefe del Comité científico del Den Store Danske Encyklopædi.
Recibió el Premio Rosenkjær (Rosenkjær-Prisen) en 1991. Fue miembro de la Academia Noruega de Ciencias y Letras desde 1989.